# 伊東利来也
伊東 利来也（いとう りくや、1998年11月10日 - ）は、日本の陸上競技選手、住友電工所属。千葉県船橋市出身。東京五輪日本代表。4×200mリレー、4×400mリレー日本記録保持者。2021年世界リレー銀メダリスト。

## 経歴
船橋市立船橋中学校、成田高等学校を卒業。大学入試を経験して、早稲田大学スポーツ科学部に合格し、早稲田大学所沢キャンパスでスポーツ科学を学ぶ。スポーツ科学者の矢内利政に師事し、スポーツバイオメカニクスを専攻した。早稲田時代は早稲田大学競走部で主将を務めた。その後、三菱マテリアルに就職した。
陸上では、中2のときには400mの自己ベストが53秒台で、第37回千葉県中学校新人体育大会陸上競技大会では3位だった。ちなみに、このとき大貫中の藤平尚真が走り高跳びで優勝している。この時点では全国レベルからは遠かったが、中2のシーズンオフの冬季練習で急成長。3年夏に全中4位になったのを皮切りに瞬く間に日本のトップ選手に成長。学生時代から世界に羽ばたいた。2019年、ドーハ世界陸上で日本代表に入る。IAAF世界リレー2019横浜大会の男女混合マイルリレー代表にも選ばれる。
2021年7月2日、東京オリンピック代表内定が発表された。
2021年8月の東京オリンピックでは男子マイルリレーに出場。予選2組で第1走者を務め、三重県鈴鹿市立創徳中学校の保健体育教師川端魁人にバトンをつないだ。日本は組で5着、予選総合10位（3分00秒76）という成績（日本タイ記録）を残した。
2021年10月16日、住友電工に入社。